# Raymond Clottu
Pour les articles homonymes, voir Clottu.
Raymond Clottu, né le 18 décembre 1967, expert-comptable de profession, est une personnalité politique suisse membre de l'Union démocratique du centre.

## Biographie
Le 5 avril 2009, il est élu député au Grand Conseil du canton de Neuchâtel.
Il entre au Conseil national le 9 septembre 2013, À la suite de l'élection de l’UDC Yvan Perrin au Conseil d’État neuchâtelois.
En 2015, il est réélu député au Conseil national comme représentant du canton de Neuchâtel lors des élections fédérales.
Le 15 avril 2017, il est exclu de l'UDC à cause des cotisations qu'il n'aurait pas payées ainsi que'des critiques qu'il aurait faites auprès de la direction du parti.
Parmi ses liens d'intérêts, Raymond Clottu est notamment membre du « groupe de réflexion » du Groupe mutuel qui rémunère une dizaine de parlementaires fédéraux à hauteur de 10 000 francs par an pour cinq séances.